# Siège de Troyes
 (juin 2021).
Guerre de Cent Ans
Batailles
Le siège de Troyes est un épisode de la guerre civile entre Armagnacs et Bourguignons et de la guerre de Cent Ans. 
Du 4 au 9 juillet 1429, les troupes du roi de France Charles VII, assistées de Jeanne d'Arc, assiègent la ville de Troyes tenue par les Bourguignons. 
À l'issue du siège, la ville se rend, permettant au roi d'aller se faire sacrer à Reims.

## Contexte
Évincé du trône de France par le traité de Troyes en 1420, Charles VII entend reconquérir aux Anglais son royaume. En 1429, il reçoit le soutien de Jeanne d'Arc. Celle-ci délivre Orléans, assiégé par les Anglais, puis l'armée anglaise est vaincue lors de la bataille de Patay (à laquelle ne prend pas part Jeanne d'Arc). Jeanne d'Arc convainc ensuite le roi d'aller se faire sacrer à Reims afin de renforcer sa légitimité.
Début juillet, sur le chemin qui mène à Reims, Charles VII s'arrête aux portes de la cité de Troyes. Cette ville, restée fidèle au parti bourguignon et au roi d'Angleterre, refuse catégoriquement d'ouvrir ses portes au Dauphin : quelques jours auparavant, les Troyens avaient réitéré leur serment d'allégeance à Henri VI, « roi de France et d'Angleterre ». Les habitants de la ville restent sourds aux ordres du roi légitime.

## Déroulement du siège
La décision de faire le siège de la ville ne se fait pas attendre. L'armée française cerne la cité de Troyes et se prépare à tenir un siège que l'on espère assez bref. Au bout du quatrième jour, les assiégeants se trouvent à court de provisions de bouche. Décision est prise de réunir un conseil afin de réfléchir sur les mesures à prendre. Jeanne d'Arc y fait son entrée. S'adressant au roi, elle lui demande si l'héritier du trône de France aura foi en ses paroles qu'elle va prononcer, ce que Charles VII confirme : « Gentil Dauphin, cette cité est vôtre. Si vous voulez demeurer devant deux ou trois jours, elle sera en votre obéissance par amour ou par force ; et n'en faites aucun doute ». Renault de Chartres, chancelier de Charles, avoue ses doutes à Jeanne d'Arc sur la véracité de ses dires malgré leur bonne volonté de continuer le siège pendant quelques jours encore : « N'en faites aucun doute. Vous serez maître de la ville ».
Dans le Recueil des Croniques et Anchiennes Istories de la Grant Bretaigne, à présent nommé Engleterre de Jehan de Wavrin le siège de Troyes y est représenté. On peut voir les défenseurs amassés à l'intérieur d'un bastion de bois qui protège l'accès au pont et à la porte de la ville. La palissade est elle-même protégée par un talus.

## Dénouement
Jeanne d'Arc, déclarant avoir reçu la mission de préparer l'assaut de la ville, harangue ses troupes en ce sens. Les Troyens, apercevant Jeanne d'Arc au milieu de ses soldats, prennent peur et demandent à discuter des conditions de reddition de la cité. Dès le lendemain, Troyes ouvre ses portes et Charles peut pénétrer dans la ville redevenue française. Il ne reste guère longtemps à Troyes et poursuit peu après sa route vers Reims, dont il s'empare le 16 juillet. Le lendemain, il s'y fait sacrer roi de France sous le nom de Charles VII.